# 查干陶乐盖诵经会
查干陶乐盖诵经会，位于内蒙古自治区锡林郭勒盟苏尼特左旗，是一所藏传佛教格鲁派誦经会。

## 简介
查干陶乐盖诵经会创建于1870年。
2010年前后，苏尼特左旗有3所诵经殿（分别属于白音乌苏诵经会、奥兰胡度格诵经会、查干陶乐盖诵经会），查干陶乐盖诵经会的诵经殿是其中之一。诵经殿是苏尼特左旗的特色之一，其建筑功能与藏传佛教的召庙相同，但等级较低，可称该地区的召庙在苏木中的传播点。最初这种誦经会设在牧民的蒙古包内，随着信众增多，信众捐款建设诵经会的殿堂。信众如果继续增加，诵经会规模扩大，便由诵经会向政府申请升格为召庙。清朝政府严格控制诵经会的数量，造成每个区域的诵经会数量几乎相同。
根据2010年前后的调查，苏尼特左旗的3所诵经会的建筑形式均为纯藏式平顶，诵经殿的体量也都较大，有的甚至超过苏尼特右旗的毕鲁图庙。查干陶乐盖诵经会的诵经殿，平面呈长方形，无耳房，无都纲法式。查干陶乐盖诵经会的诵经殿旁边，有喇嘛的住所，建筑尺度非常小，门的净高约1.3米，建筑平面类似方形，前后两间，第一间为厨房，左右两侧设有灶，第二间为住室，左右两侧设有炕。